# Thetis
För andra betydelser, se Thetis (olika betydelser).

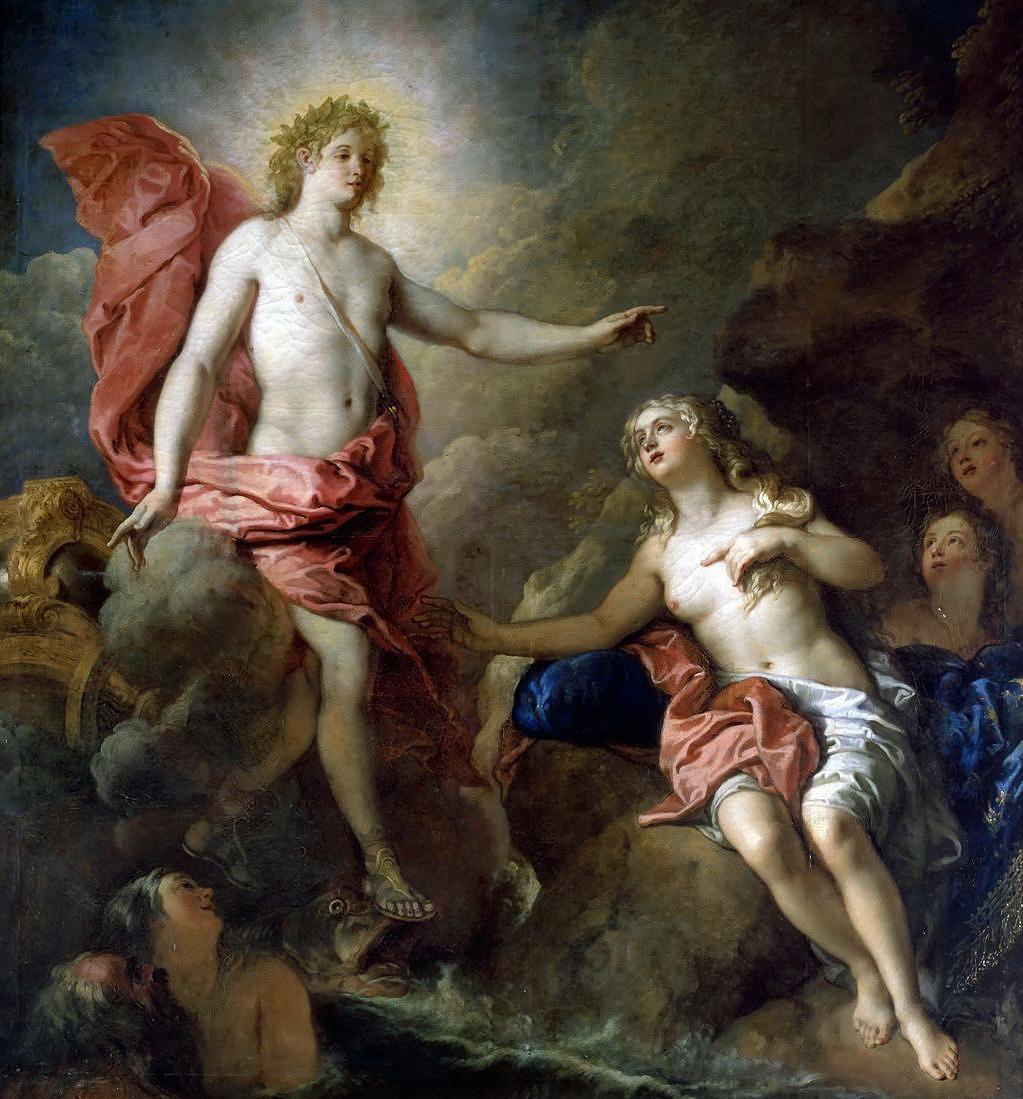
Apollo och Thetis. Målning av Charles de La Fosse från år 1688.

Thetis var en havsnymf i grekisk mytologi. Hon var dotter till Nereus och Doris, gift med Peleus och mor till Akilles som hon särskilt månade om.
Thetis eftertraktades av både Zeus och Poseidon, men när de fick veta att hennes framtida son skulle bli starkare än sin far beslöt de att hon istället skulle giftas bort med en människa.
Thetis ansågs vara en hjälpsam gudomlighet som bodde långt ned i havsdjupet med sina systrar nereiderna (exempelvis Amfitrite – Poseidons hustru), inte med sin make Peleus.
Vid Thetis bröllop rullade tvistens gudinna Eris (som till skillnad från övriga gudar och gudinnor inte var bjuden) in ett äpple med inskriptionen ”Till den vackraste”. De församlade gudinnorna kunde inte komma överens om vem äpplet skulle tillfalla och lät Paris avgöra (Paris dom), något som ledde vidare till det trojanska kriget. Thetis försökte hindra sin son från att delta i kriget eftersom hon visste att han var dömd att aldrig återvända från det. Akilles trotsade sin mor och innan han dog blev han den störste grekiske hjälten.